# فيرنر هوت
فيرنر هوت (بالألمانية: Werner Huth)‏ هو متسابق دراجات نارية ألماني، (و. 1905  م).

## وصلات خارجية
- فيرنر هاث على موقع أوليمبيديا (الإنجليزية)